# Audrey Tcheuméo
Audrey Tcheuméo (Bondy, 20 de abril de 1990) es una deportista francesa, de origen camerunesa, que compite en judo.
Participó en dos Juegos Olímpicos de Verano, obteniendo en total dos medallas, plata en Río de Janeiro 2016 y bronce en Londres 2012, ambas en la categoría de –78 kg.
Ganó cuatro medallas en el Campeonato Mundial de Judo entre los años 2011 y 2023, y siete medallas en el Campeonato Europeo de Judo entre los años 2011 y 2024.

## Palmarés internacional
| Juegos Olímpicos   | Juegos Olímpicos        | Juegos Olímpicos  | Juegos Olímpicos |
| Año                | Lugar                   | Medalla           | Categoría        |
| ------------------ | ----------------------- | ----------------- | ---------------- |
| 2012               | Londres (Reino Unido)   | Medalla de bronce | –78 kg           |
| 2016               | Río de Janeiro (Brasil) | Medalla de plata  | –78 kg           |
| Campeonato Mundial |                         |                   |                  |
| Año                | Lugar                   | Medalla           | Categoría        |
| 2011               | París (Francia)         | Medalla de oro    | –78 kg           |
| 2013               | Río de Janeiro (Brasil) | Medalla de bronce | –78 kg           |
| 2014               | Cheliábinsk (Rusia)     | Medalla de plata  | –78 kg           |
| 2023               | Doha (Catar)            | Medalla de plata  | –78 kg           |
| Campeonato Europeo |                         |                   |                  |
| Año                | Lugar                   | Medalla           | Categoría        |
| 2011               | Estambul (Turquía)      | Medalla de oro    | –78 kg           |
| 2012               | Cheliábinsk (Rusia)     | Medalla de plata  | –78 kg           |
| 2014               | Montpellier (Francia)   | Medalla de oro    | –78 kg           |
| 2016               | Kazán (Rusia)           | Medalla de oro    | –78 kg           |
| 2017               | Varsovia (Polonia)      | Medalla de oro    | –78 kg           |
| 2018               | Tel Aviv (Israel)       | Medalla de plata  | –78 kg           |
| 2024               | Zagreb (Croacia)        | Medalla de oro    | –78 kg           |